# Större amakihi
Större amakihi (Viridonia sagittirostris) är en utdöd fågel i familjen finkar inom ordningen tättingar. Den placeras som ensam art i släktet Viridonia och förekom tidigare på Hawaii där den senaste observationen ägde rum 1901.

## Familjetillhörighet
Arten tillhör en grupp med fåglar som kallas hawaiifinkar. Länge behandlades de som en egen familj. Genetiska studier visar dock att de trots ibland mycket avvikande utseende är en del av familjen finkar, närmast släkt med rosenfinkarna. Arternas ibland avvikande morfologi är en anpassning till olika ekologiska nischer i Hawaiiöarna, där andra småfåglar i stort sett saknas helt.